# Períkleia
Períkleia är en ort i Grekland.   Den ligger i prefekturen Nomós Péllis och regionen Mellersta Makedonien, i den norra delen av landet, 400 km norr om huvudstaden Aten. Períkleia ligger 582 meter över havet och antalet invånare är 341.
Terrängen runt Períkleia är kuperad åt sydost, men åt nordväst är den bergig. Runt Períkleia är det ganska glesbefolkat, med 21 invånare per kvadratkilometer. Närmaste större samhälle är Exaplátanos, 17,9 km sydväst om Períkleia. I omgivningarna runt Períkleia växer i huvudsak lövfällande lövskog.